# Keokuk (Iowa)
Keokuk – miasto w Stanach Zjednoczonych, w stanie Iowa, siedziba hrabstwa Lee, liczy 10 274 mieszkańców (rok 2018). Nazwane od wodza Indian Keokuka. 
W latach 1883−1928 w mieście działała sieć tramwajowa.